# أدالبيرت شنايدر
أدالبيرت شنايدر (بالألمانية: Adalbert Schneider)‏ هو ضابط بالبحرية الألمانية ‏ ألماني، ولد في 10 مارس 1904 في هاله في ألمانيا، وتوفي في 27 مايو 1941 في المحيط الأطلسي.